# Orthotrichia bucera
Orthotrichia bucera är en nattsländeart som beskrevs av Yang och Xue 1992. Orthotrichia bucera ingår i släktet Orthotrichia och familjen smånattsländor. Inga underarter finns listade i Catalogue of Life.